# Autoconfig
Az Autoconfig az Amiga számítógépcsalád automatikus konfigurációs protokollja, mely lehetővé teszi a számítógép számára, hogy jumperek kézi állítgatása helyett automatikusan rendeljen erőforrásokat a bővítőkártyákhoz.  Működése hasonló a régi ISA PnP (Legacy Plug and Play), illetve a későbbi PCI-busz konfigurációs területének ACPI (Advanced Configuration and Power Interface) interfészéhez.

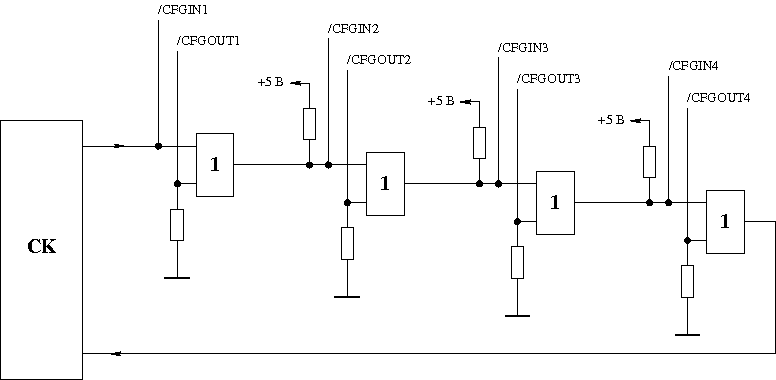
Az Autoconfig működésének folyamata

## Működés
Az Autoconfig az amigák firmware-ének, a Kickstartnak része (expansion.library) és csak olvasható memóriaterületen (ROM) foglal helyet, mint alapvető rendszerelem. A rendszer bekapcsolásakor az AmigaOS sorra lekérdezi az összes bővítő eszközt (expansion device) és címteret, illetve szükség esetén erőforrást (resource) rendel hozzá. Példaként, egy memóriabővítő kártyát dinamikusan tud hozzárendelni és használatba venni az operációs rendszer számára, illetve ezen a módon éri el egy merevlemez-vezérlő kártya rendszertöltő (boot) firmware-t.
Ha a /CFGIN szignál éles és az adott bővítőeszköz még nem konfigurált, akkor az eszköz bizonyos fix memóriacímmel válaszol a lekérdezésre, mely cím Zorro II buszrendszer esetén a hexadecimális $00E8 xxxx, Zorro III esetén a $FF00 xxxx konfigurációs címtartományba (configuration space) eshet. Ezután erről a címről a CPU kiolvassa a konfigurációs információ tetrádjait, úgymint gyártóazonosító, termékazonosító, illetve az adott eszköz által igényelt címtér mérete. Ha az eszköz nem konfigurálható valami okból, akkor bénítva lesz, minden más esetben a CPU visszaír az eszköz megfelelő regiszterébe egy bázis memóriacímet és /CFGOUT jelet küld számára, majd továbblép a következő eszközre a konfigurációs láncolaton.
A fentiek alapvetően nem igényelnek külön alaplapi fizikai integrált áramköri eszközt a megvalósításukhoz. A moduláris kiépítésű, hátlapi kivezetésű kártyahelyeket tartalmazó Amiga 2000, Amiga 3000 és Amiga 4000 esetén azonban az üres kártyahelyeken a konfigurációs láncolat megszakadásának megelőzése érdekében szükség van egy 74LS32 logikai VAGY kapura.

## Specifikáció
Az Autoconfig része a Zorro II, illetve a Zorro III bővítősín specifikációjának. Mindkettő a Motorola 68000 mikroprocesszor belső cím- és adatbuszának kibővítése, így az Autoconfig számára mindkettő jelenléte minden eszköz számára alapvető.
A Zorro III az Amiga 3000 és Amiga 4000 számítógépmodellek 32 bites auto-konfigurációs bővítőbusza. Az Amiga 3000-től kezdődően a gyártó minden hardverbővítménytől megkövetelte az automatikus konfiguráció használatát. Az AmigaOS 3.1-es változatától kezdődően az operációs rendszernek jogában áll egy nem-autokonfig hardvert teljesen figyelmen kívül hagyni.

## Elnevezés
Korai Commodore dokumentumokban Auto Configuration, auto-config vagy AutoConfig írásmóddal jelenik meg, míg később AUTOCONFIG lett a hivatalos megjelenítési stílus.